# Drapelul Scoției

Saltirea, steagul Scoției, este o saltire albă pe un câmp colorat în culoarea albastră, numită oficial "Pantone 300".

Steagul Scoției prezintă o saltire albă, numită în heraldică și crux decussate (o cruce de forma literei X), reprezentând crucea sfântului martir creștin Sfântul Andrei, sfântul patron al Scoției, plasată pe un câmp albastru.
Steagul scoțian este unul dintre cele mai vechi steaguri din lume, datând tradițional din secolul al 9-lea, fiind cel mai vechi steag național continuu utilizat, comparativ cu steagul Danemarcei, numit Dannebrog, care este cel mai vechi steag statal continuu folosit până azi.